# Glenn Ricart
Glenn Ricart, né le 1er août 1949, est un informaticien qui a joué un rôle important dans le développement d'Internet (ARPANET) dès 1969 et dans la mise en œuvre pionnier du protocole TCP/IP. Il continue à être actif dans les domaines de la technologie et des affaires, tout en se consacrant à des mouvements philanthropiques et éducatifs.

## Formation
Glenn Ricart obtient un B. Sc. en ingénierie au Case Institute of Technology en 1971 et une maîtrise en informatique et sciences de l'information à l'Université Case Western Reserve en 1973. Il obtient en 1980 et sous la direction d'Ashok K. Agrawala un Ph. D. au département d'informatique de l'université du Maryland qui, elle, fait partie du College of Computer, Mathematical, and Natural Sciences de l'université du Maryland.
L'algorithme de Ricart et Agrawala est le résultat de ses travaux de thèse à l'Université du Maryland.

## Carrière
Glenn Ricart met en place ce qui est probablement le premier point d'échange Internet, le Federal Internet Exchange (FIX) à College Park, dans le Maryland. Ce point interconnectait les réseaux TCP/IP fédéraux d'origine et est étendu pour former MAE-East. Ricart dirige l'équipe qui écrit le code de la première implémentation de TCP/IP pour l'IBM PC. Il obtient ensuite le soutien financier d'IBM pour écrire le code et, outre sa mise à disposition gratuite pour le monde de l'éducation, il fait en sorte qu'IBM le vende comme entrée dans le domaine (le produit est baptisé PC/IP par IBM). Il dirige l'équipe qui développe l'implémentation de référence OSPF à l'Université du Maryland, équipe composée notamment de Louis Mamakos et Mike Petry, et l'équipe qui fournit et exploite les routeurs du premier réseau fédérateur NSFNet.
De 1971 à 1982, Glenn Ricart est ingénieur logiciel principal aux National Institutes of Health, où il développe le premier programme de messagerie électronique pour le système d'exploitation TOPS-10 (PDP-10) en 1973. De 1982 à 1993, il dirige le département informatique universitaire de l'Université du Maryland. En 1984, ce campus est le premier à adopter le protocole TCP/IP à l'échelle du campus et à l'utiliser pour connecter tous les mini-ordinateurs et ordinateurs centraux universitaires.
De 1985 à 1989, Glenn Ricart joue un rôle important dans l'introduction d'Internet en Amérique du Sud, contribuant à l'implantation des premières connexions BITNET et Internet au Brésil en partenariat avec le CNPq, en Argentine via l' Université de Buenos Aires, et au Chili en connectant REUNA. Il anime le premier atelier de mise en réseau pour l'Amérique latine et l'Amérique du Sud (ESLARED) et plusieurs ateliers ultérieurs.
De 1993 à 1995, Glenn Ricart est chef de programme à la DARPA pour les systèmes d'exploitation, les intergiciels et la sécurité des systèmes terminaux. De 1995 à 1999, il est directeur technique chez Novell, contribuant à faire évoluer cette entreprise du protocole propriétaire Xerox Network Systems vers TCP/IP.
De 2003 à 2009, Glenn Ricart est directeur général fondateur du PricewaterhouseCoopers Center for Advanced Research basé à San Jose, en Californie.
En octobre 2009, Glenn Ricart est nommé président et directeur général de National LambdaRail, la plate-forme de réseau à haut débit appartenant à la communauté de recherche et d'éducation américaine, dont il démissionne  en  septembre 2010, en raison de divergences stratégiques avec le conseil d'administration.
En 2010, il présente la conférence commémorative Christiaan Barnard en Afrique du Sud.

## Autres activités
Glen Ricart est cofondateur de US Ignite, une organisation à but non lucratif lancée en 2012 avec le soutien de la Fondation nationale pour la science et de nombreux acteurs publics et privés. La mission de US Ignite est de favoriser le développement d'applications à forte intensité de haut débit en vue de la « ville intelligente » et d'autres utilisations de biens publics.

## Récompenses
- 2013: intronisé au Temple de la renommée de l'Internet[8]
- 2021 : ACM Fellow
- 2009 : ACM SIGUCCS Hall of Fame